# 镰叶山龙眼
镰叶山龙眼（学名：Helicia falcata）为山龙眼科山龙眼属下的一个种。

## 扩展阅读
- 維基物種上的相關：镰叶山龙眼